# Крук (Колорадо)
Крук (енгл. Crook) град је у америчкој савезној држави Колорадо.

## Демографија
По попису из 2010. године број становника је 110, што је 18 (-14,1%) становника мање него 2000. године.
| Група             | 2000.       | 2010.      |
| Белци             | 123 (96,1%) | 98 (89,1%) |
| Афроамериканци    | 0 (0,0%)    | 0 (0,0%)   |
| Азијати           | 0 (0,0%)    | 0 (0,0%)   |
| Хиспаноамериканци | 5 (3,9%)    | 10 (9,1%)  |
| Укупно            | 128         | 110        |